# Dallamkontúr

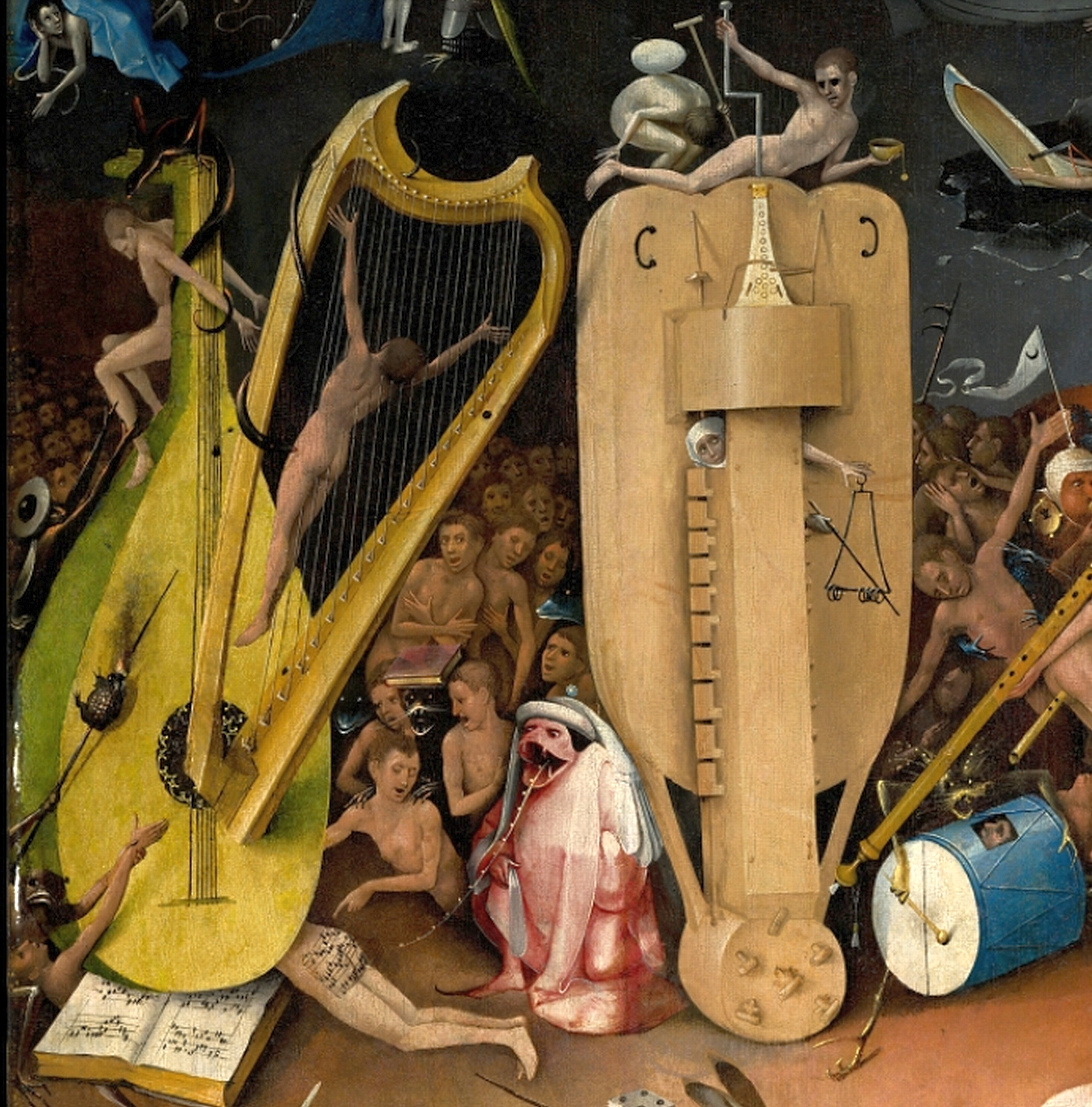
Hieronymus Bosch: A kert és a földi örömök, hangszerek (c. 1500)

Dallamkontúrnak nevezzük azt a jelenséget, amikor az emberek többsége akkor is felismeri a dallamokat, ha különböző hangszeren vagy hangnemben játsszák, mert bár maguk a hangok különböznek, a dallam ugyanaz marad. Ez azt jelenti, hogy a dallamot nem hangok sorozataként, hanem mintázatok közötti viszonyként hallják.

## Dallamok azonosítása
Az ismerős dallamokat az emberek számos információforrás alapján azonosítják. Ilyen források például az abszolút hangköz, a relatív hangköz, a hangmagasságkontúr és a dallamkontúr. Sekuler és Blake (1994) szerint dallamkontúr az egymásra következő hangok hangmagasságának emelkedése – ereszkedése. Két másik kutató szerint a dallamkontúr (hullámhegyek és hullámvölgyek egy dallamban, időközméretre való tekintet nélkül) kifejezi egy dallamnak azokat a szempontjait, amik különféle zenés szerkezetekben legalapvetőbbek annak a dallamnak a manipulációja szempontjából. Ők a dallamkontúrt hangmagasságkontúrnak nevezik (Dowling, Fujitani, 1971; idézi Sekuler és Blake, 1994).

## Tesztelésieredmények

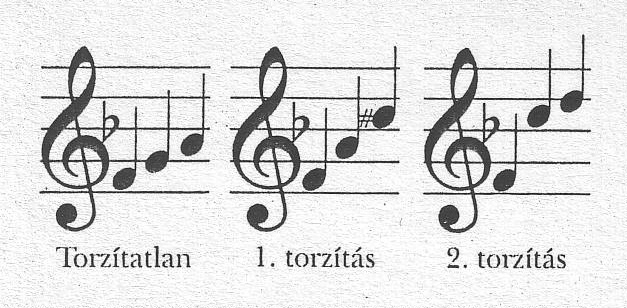

Ennek alátámasztására több tesztelést is elvégeztek. Az egyikben azt vizsgálták, hogy milyen hatása van annak, ha megváltoztatjuk a dallam bizonyos jellemzőit. Ebben a vizsgálatban egyetemistákat kértek fel, hogy először általuk jól ismert egyszerű dalokat torzítástól mentesen (ugyanabban a hangnemben és tempóban) ismerjenek fel.  Ezután több módon megváltoztatták. Az egyikben a hangközök abszolút terjedelmét változtatták meg, a relatív hangköz azonban változatlan maradt, és így a hangmagasságkontúr is. Az így eltorzított dallamokat a hallgatók 66%-a helyesen ismerte fel. Mivel a hangközök abszolút méretét megváltoztatták, teljesítményük romlott, viszont a magas felismerési arány azt mutatja, hogy a hangközök relatív hossza és a hangmagasságkontúr révén elegendő információ áll a hallgatók rendelkezésére a dallam azonosításához.

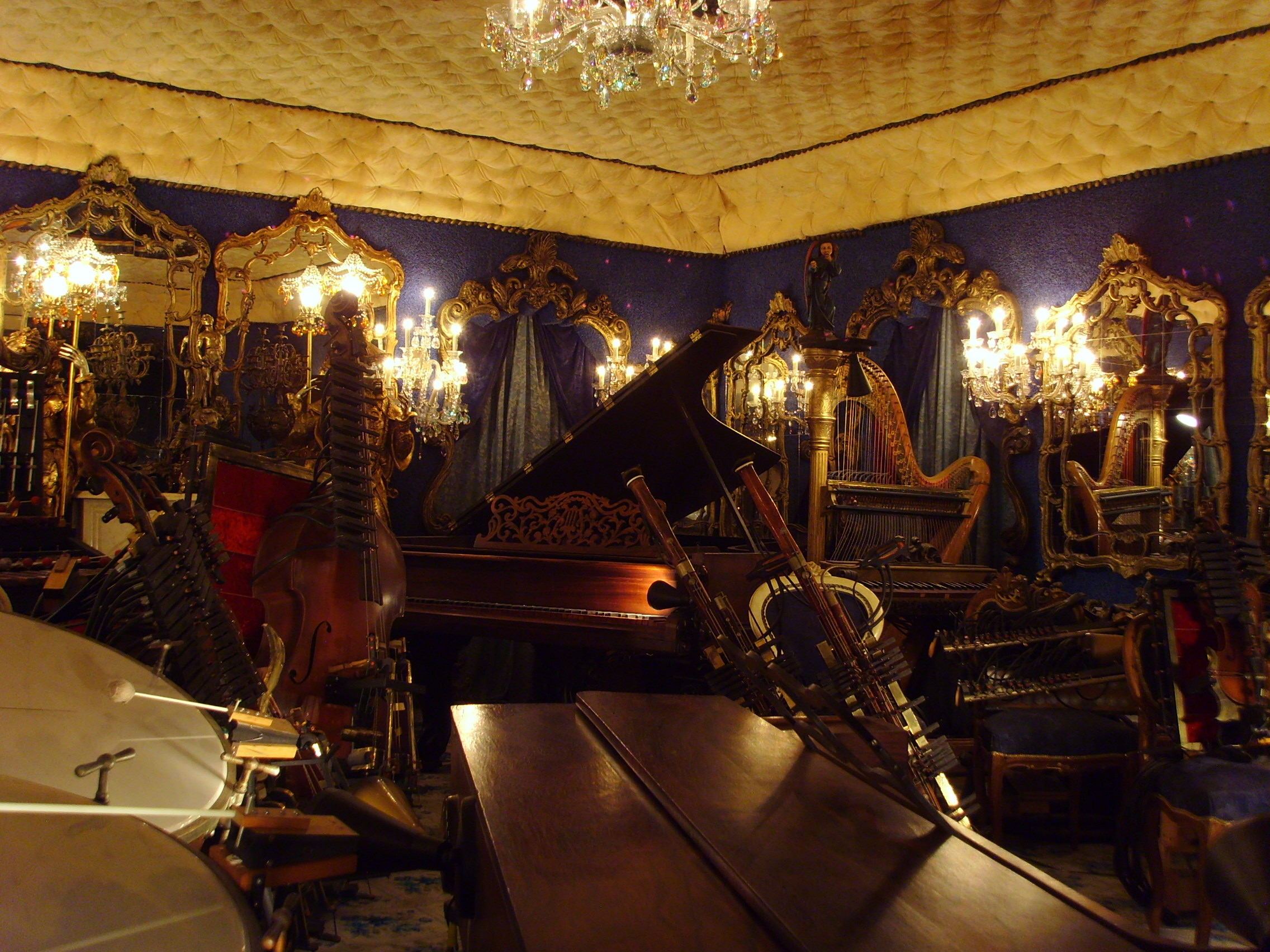
Hangszerek a Rock Házban (Wisconsin)

A másik változatban csak a hangmagasságkontúr marad változatlan. A hallgatók dallam felismerésének teljesítménye 59%-ra csökkent, ami azt jelenti, hogy a hangmagasságkontúr önmagában is nyújt információt a dallamok azonosításához. Amikor az utolsó változatban a hangmagasságkontúrt is eltorzították, a hallgatók már nem ismerték fel a dallamokat (Dowling, Fujitani, 1971; idézi Seculer és Blake, 1994). Egy másik vizsgálatban különálló csoportokat hoztak létre, és a csoportok különböző feltételekben vettek részt egy adott dallam hangmagasságkontúrjának a megváltoztatásával. Az egyik csoportnak meg kellett különböztetnie az adott dallamot egy másik dallamtól, a másik csoportnak az adott dallamot és egy másik dallam kontúrjával, a harmadik csoportnak az adott dallamot ugyanazzal a kontúrral és egy másikkal. Az eredmények azt mutatják, hogy kontúr felismerésnél az első és harmadik feltétel egyformán könnyűnek bizonyult, viszont a második nehéz volt, a dallamfelismerésnél pedig az első és a második feltétel bizonyult könnyebbnek, a harmadik pedig nehezebbnek (Dowling, Fujitani, 1971).

## Külső hivatkozások
- Testing Different Models of Melodic Contour, University Of London